# Mysmenella jobi
Mysmenella jobi là một loài nhện trong họ Mysmenidae.
Loài này thuộc chi Mysmenella. Mysmenella jobi được Otto Kraus miêu tả năm 1967.